# Роз-Мари (оперетта)
«Роз-Мари» (англ. Rose-Marie) — американская оперетта (часто относимая к близкому жанру мюзикла) 1924 года в двух актах. Композиторы: Рудольф Фримль и Герберт Стотхарт, авторы либретто: Отто Харбах и Оскар Хаммерстайн II. «Роз-Мари» стала первой американской опереттой, завоевавшей широкий международный успех.
Оперетта во многих отношениях выделяется среди современных ей аналогов — необычный для оперетты напряжённо-детективный сюжет, индейские фольклорные элементы в музыке, мягкая проникновенная лиричность мелодики. Среди самых популярных музыкальных номеров — серенада Джима («Цветок душистых прерий») и «Индейская песня любви» (англ. Indian Love Call). Оперетта была трижды экранизирована, её сценическая жизнь активно продолжается и в XXI веке.

## История
Премьера оперетты состоялась 2 сентября 1924 года на Бродвее в театре Империал. В главных ролях выступили известная оперная звезда Мэри Эллис (Роз-Мари) и британский актёр Деннис Кинг (Джим Кеньон). Спектакль имел грандиозный успех, выдержал 557 представлений и поставил рекорд долговечности среди бродвейских мюзиклов того периода. Оперетта почти сразу же была поставлена в Великобритании (театр Друри-Лейн, 1925 год, 581 представление) и оттуда распространилась по всему свету. В Париже «Роз-Мари» поставила ещё один рекорд, выдержав 1250 представлений.
Первое представление «Роз-Мари» в СССР осуществил Московский театр оперетты 2 июня 1928 года (летние спектакли шли в здании сада «Эрмитаж»). Русский перевод либретто выполнили в разное время:
- Виктор Типот и Алексей Феона.
- Борис Тимофеев и Алексей Феона.
- Яков Зискинд.

## Основные действующие лица
| Персонаж                                        | Имя в оригинале      | Голос         |
| ----------------------------------------------- | -------------------- | ------------- |
| Роз-Мари                                        | Rose-Marie La Flamme | сопрано       |
| Джим Кеньон, золотоискатель                     | Jim Kenyon           | тенор         |
| Джейн (в части русских переводов — Жанна)       | Lady Jane            | меццо-сопрано |
| Герман                                          | Hard-boiled Herman   | баритон       |
| Сержант Мэлоун                                  | Sergeant Malone      | баритон       |
| Ванда, полуиндианка                             | Wanda                | сопрано       |
| Чёрный Орёл, муж Ванды                          | Black Eagle          | разговорный   |
| Эдвард Холи (в части русских переводов — Авлей) | Edward Hawley        | баритон       |
| Этель Брандер                                   | Ethel Brander        | сопрано       |
| Эмиль, брат Роз-Мари                            | Emile                | тенор         |

## Сюжет
См. .

### Первый акт
Канада, провинция Саскачеван. В отеле собрались трапперы, охотники, туристы. Герман и сержант королевской полиции Мэлоун флиртуют с Джейн, хозяйкой отеля. Местный богач Эдвард Холи обеспокоен отсутствием красавицы Роз-Мари, он опасается, что своенравная девушка встречается со своим возлюбленным, золотоискателем Джимом Кеньоном. Эмиль, брат Роз-Мари, также предпочёл бы, чтобы сестра вышла замуж за Холи. Индианка Ванда, неравнодушная к Холи, танцует близ него, раздражая тем самым своего мужа, Чёрного Орла; тот прогоняет её домой.
Появляются Джим и Роз-Мари, Индеец заявляет ему, что часть земли, которую Джим считает своей, по закону принадлежит Чёрному Орлу. Джим не соглашается и заверяет индейца, что лично посетит его и покажет карту. Джим тем временем приглашает Роз-Мари на прогулку в романтическую долину с исключительным эхо; по древней индейской традиции, там влюблённые девушки поют «песню любви».
Тем временем Холи решает посетить дом Ванды в отсутствие мужа и дать ей денег, чтобы она согласилась прекратить их тайный роман. Вскоре появляется Джим с картой, Ванда его выпроваживает. Спустя некоторое время в дом врывается Чёрный Орёл, застаёт жену в объятиях Холи и набрасывается на них. Ванда выхватывает нож и убивает мужа.
Джим и Герман, не подозревая об убийстве, направляются в долину, к ним присоединились Холи и Эмиль. Эмиль пытается уговорить Роз-Мари выйти замуж за Холи. Вбегает Ванда и всем рассказывает, что Джима разыскивают за убийство Чёрного Орла, потому что рядом с телом индейца лежала его карта. Джим вынужден бежать в Бразилию; он предлагает Роз-Мари решить — если она не готова ехать с ним, пусть споёт «Песнь любви» и останется ждать его в Квебеке. Джим ненадолго уходит, появляется сержант Мэлоун с ордером на арест Джима за убийство. Эмиль говорит Роз-Мари, что он не расскажет Мэлоуну, где Джим, если она поедет в Квебек и выйдет замуж за Холи. Сдерживая слёзы, Роз-Мари говорит Холи, что она хочет спеть «Песнь любви»; Джим понимает сигнал и скрывается.

### Второй акт
Прошло несколько месяцев. Роз-Мари собирается выйти замуж за Холи в Квебеке, искренне полагая, что Джим убил Чёрного Орла, потому что любил Ванду. Герман и леди Джейн поженились и открыли магазин в Квебеке. Неожиданно возвращается Джим с Вандой, которая обещала помочь ему очистить своё имя. Но, видя Ванду, Роз-Мари выходит из себя и говорит Джиму, что она любит Холи. Джим прячется в горах.
Сержант Мэлоун готовится арестовать Джима. Герман делает вид, что Холи обвинил Ванду в убийстве. Свадьба начинается, но тут Ванда публично сознается в убийстве и заявляет о своей любви к Холи. Мэлоун разочарован и даже не думает арестовывать Ванду: «Женщина убила краснокожего, чтобы спасти белого джентльмена? За это полагается не наказание, а награда». Роз-Мари снова поёт Джиму «Песнь любви».

## Музыкальные номера

### В американском оригинале
| Act I - Vive la Canadienne – Sergeant Malone and Ensemble - Hard-Boiled Herman – Herman and Ensemble - Rose-Marie – Jim Kenyon and Sergeant Malone - The Mounties – Sergeant Malone and Ensemble - Lak Jeem – Rose-Marie and Ensemble - Rose-Marie (Reprise) – Rose-Marie, Malone, Hawley, Emile and Ensemble - Indian Love Call – Rose-Marie and Jim - Pretty Things – Rose-Marie and Ensemble - Why Shouldn't We? – Jane and Herman - Totem Tom-Tom – Wanda and Ensemble | Act II - Pretty Things (Reprise) – Ethel Brander and Girls - Only a Kiss – Herman, Jane and Sergeant Malone - I Love Him – Rose-Marie, Jim, Hawley, Emile, Ethel and Wanda - The Minuet of the Minute – Rose-Marie and Herman - One Man Woman – Jane, Herman and Ensemble - The Door of Her Dreams (Door of My Dreams) – Ensemble |

### В русской радиоверсии
1. Увертюра
2. Канада (симфоническая картина)
3. Хор
4. И в снег, и в дождь (Малон, хор)
5. Мне часто говорил мой дед (Герман, Жанна)
6. Манящей мечтой (Джим)
7. Мой Джим дорог мне (Роз-Мари, хор)
8. Песня влюблённых (Роз-Мари, Джим)
9. Горячий солнечный день (Джим). Этот номер вставлен из другой оперетты Фримля, «Любовь моряка» («Билли Золотой кушак»)
10. Модный туалет (Роз-Мари, хор)
11. Индейская песня (Ванда, хор)
12. Жанна, Жанна! (Герман, Жанна)
13. Песня любви (Роз-Мари, Эмиль, хор)
14. Навсегда прощай (Роз-Мари, Джим, Герман)
15. Знай, тебе в ответ не скажу я «нет» (Роз-Мари)
16. Свадебный хор
17. Помни, Джим (хор, Роз-Мари)
18. Песня любви, финал (Джим, Роз-Мари)

## Экранизации
Первой экранизацией «Роз-Мари» стал немой фильм 1928 года (режиссёр Люсьен Хаббард, в главной роли — Джоан Кроуфорд). В 1936 году появился звуковой чёрно-белый фильм, с Джанет Макдональд и Нельсоном Эдди. Хотя сюжет был изменён до неузнаваемости, и большинство песен были сняты (впрочем, Фримль написал для фильма несколько новых), фильм имел огромный успех.
В 1954 году компания MGM выпустила цветную экранизацию, больше похожую на оригинальный сюжет, хотя и в ней большинство песен утрачены. В этой версии снимались Энн Блит, Ховард Кил, Фернандо Ламас, Берт Лар и Марджори Мэйн.
В СССР в 1979 году по оперетте «Роз-Мари» был снят телефильм «Цветок душистых прерий» (режиссёр — Марат Ларин), в главных ролях: Виталий Соломин, Любовь Полищук, Вячеслав Войнаровский, Лилия Амарфий.